# Csokonyavisonta
Csokonyavisonta ist eine ungarische Gemeinde im Kreis Barcs im Komitat Somogy.

## Geografische Lage
Csokonyavisonta liegt 40 Kilometer südwestlich des Komitatssitzes Kaposvár und 13,5 Kilometer nördlich der Kreisstadt Barcs.

## Geschichte
Csokonyavisonta entstand 1941 durch die Zusammenlegung der Orte Erdőcsokonya und Somogyvisonta.

## Söhne und Töchter der Gemeinde
- János Xántus (1825–1894), Zoologe
- István Szabó (1863–1924), Politiker und Minister

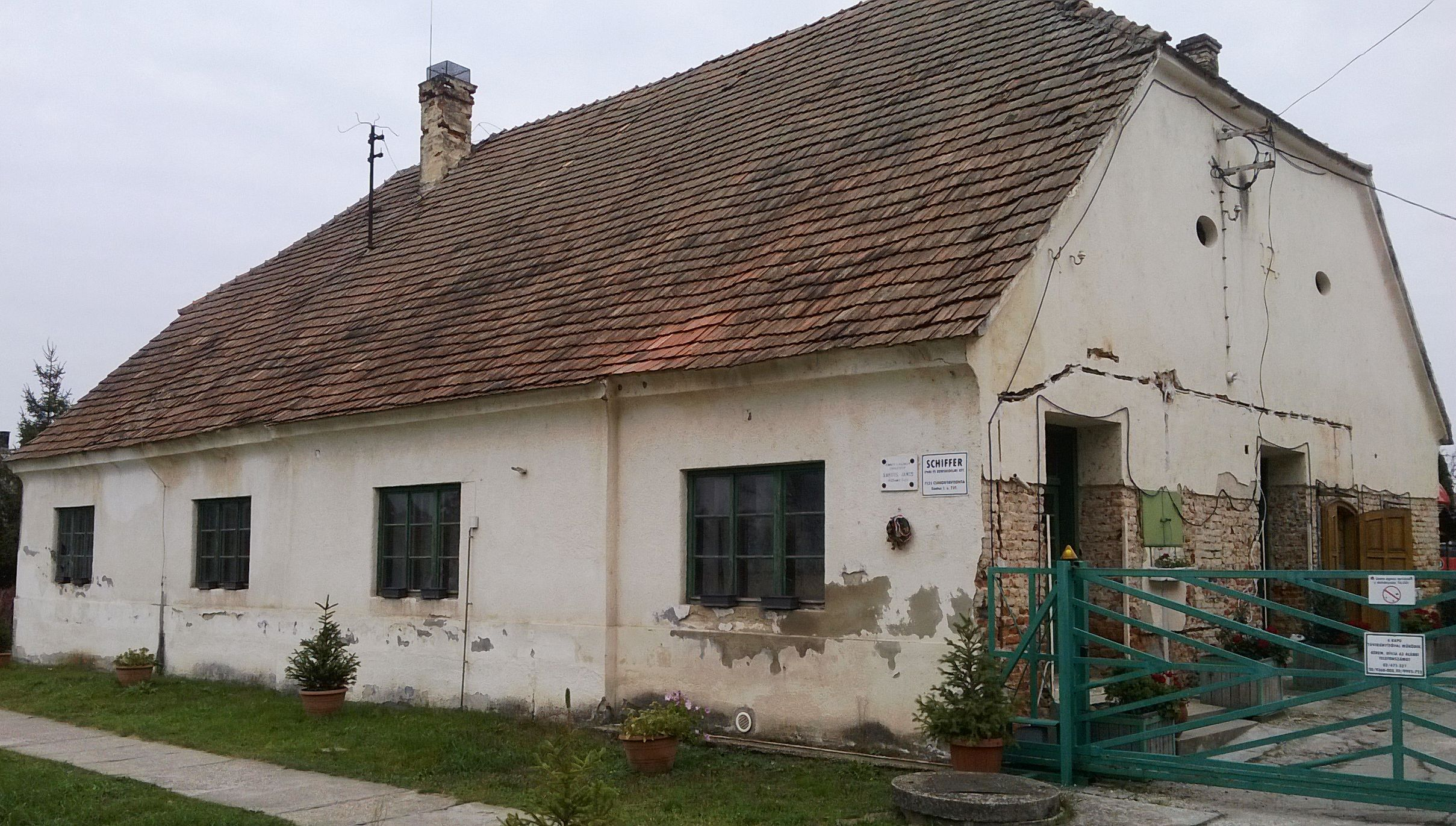
Das Geburtshaus von János Xántus

## Gemeindepartnerschaft
- Turia (Covasna), Rumänien

## Sehenswürdigkeiten
- Heil- und Schwimmbad
- Heimat- und volkskundliche Sammlung (Helytörténeti Gyűjtemény)
- Reformierte Kirche, erbaut 1823–1831
- Römisch-katholische Kirche Szent László, erbaut 1747 im barocken Stil, erweitert im 20. Jahrhundert
- Széchenyi-Standbild (Széchenyi szobra)
- Szent-László-Standbild (Szent László szobra)

## Verkehr
Durch Csokonyavisonta verläuft die Hauptstraße Nr. 68. Es bestehen Busverbindungen nach Barcs und Nagyatád. Die nächstgelegenen Bahnhöfe befinden sich in Barcs und in Babócsa.